# Notoglanidium depierrei
Espèce
Statut de conservation UICN

 DD  : Données insuffisantes
Notoglanidium depierrei est une espèce de poissons-chats de la famille des Claroteidae endémique du Cameroun.